# Adolfo Nicolás
Adolfo Nicolás Pachón (29. dubna 1936 Villamuriel de Cerrato, Palencia – 20. května 2020, Tokio) byl španělský jezuita, od roku 2008 třicátý generální představený Tovaryšstva Ježíšova. Úřad vykonával do roku 2016.

## Život
Do jezuitského řádu vstoupil v roce 1953. Vystudoval filozofii v Alcalá de Henares a Madridu a poté teologii v Tokiu, kde byl též 17. března 1967 vysvěcen na kněze. Poté studoval dál teologii na Gregorianě, načež se vrátil do Tokia jako profesor systematické teologie na tamní Universitě Sophia.
Dále působil jako ředitel Pastorálního institutu v Manile (1978–1984), rektor jezuitských studentů v Tokiu, provinciál Japonské provincie Tovaryšstva (1993–1999) a moderátor Jezuitské konference Východní Asie a Oceánie (2004–2007).
Plynule hovořil španělsky, japonsky, anglicky, francouzsky a italsky. Dne 19. ledna 2008 byl po bezprecedentním odstoupení svého předchůdce, otce Kolvenbacha, zvolen 30. generálním představeným Tovaryšstva Ježíšova. Z úřadu odstoupil 3. října 2016.

## Citát
| „                              | Osobně si myslím, že manželství není vynález křesťanů. My jsme manželství nevymysleli. Je to výsledek statisíců a statisíců let usilovného hledání lidstva po způsobu života, který dává smysl, chrání děti, umožňuje růst atd. Pocházíme z tisíců a tisíců let hledání. Na mnohé otázky nemáme odpovědi. Nakonec věříme v tajemství, kterým nemůžeme manipulovat. Proto potřebujeme nadále hledat, neustále si klást otázky... dálo se to na 2. vatikánském koncilu a doufám, že se tak v církvi bude nadále dít. | “ |
| — z rozhovoru v Římě roku 2014 | |   |